# Ukrit Wongmeema
Ukrit Wongmeema (thailändisch อุกฤษณ์ วงศ์มีมา; * 9. Juli 1991 in Phitsanulok) ist ein thailändischer Fußballspieler.

## Karriere

### Verein
Ukrit Wongmeema erlernte das Fußballspielen auf der Suankularb-Wittayalai-Schule in der thailändischen Hauptstadt Bangkok. 2009 kam er zum Erstligisten Muangthong United. Hier kam er nicht zum Einsatz und wechselte im gleichen Jahr nach Buriram zu Buriram United. Hier stand er bis 2011 17 Mal im Tor. 2012 wechselte er nach Ratchaburi und schloss sich dem in der zweiten Liga, der Thai Premier League Division 1, spielenden Ratchaburi Mitr Phol an. 2012 wurde Ratchaburi Meister der zweiten Liga und stieg somit in die erste Liga, der Thai Premier League, auf. Nach 199 Ligaspielen wurde sein Vertrag im Dezember 2022 nicht verlängert. Einen Monat später unterschrieb er einen Vertrag beim Zweitligisten Phrae United FC. Bei dem Verein aus Phrae stand er bis Saisonende unter Vertrag. Für Phrae stand er zehnmal in der Rückrunde zwischen den Pfosten. Im Juni 2023 wechselte er wieder in die erste Liga, wo er einen Vertrag beim Police Tero FC unterschrieb. Am Ende der Saison 2023/24 belegte er mit Police Tero den 15. Tabellenplatz und musste somit in die zweite Liga absteigen. Nach dem Abstieg wurde sein Vertrag nicht verlängert. Anfang Juli 2024 wurde er vom Zweitligisten Kasetsart FC unter Vertrag genommen. Nach einer Spielzeit, in der er acht Ligaspiele fürk den Hauptstadtverein bestritt, wechselte er im Juli 2025 zu seinem ehemaligen Verein Ratchaburi FC.

### Nationalmannschaft
2019 spielte Ukrit Wongmeema 14 Mal in der thailändischen U-19-Nationalmannschaft. Neun Mal trug er das Trikot der U-23-Nationalmannschaft.

## Erfolge

### Verein
Buriram United
- Thailändischer Drittligameister: 2010
- Thailändischer Zweitligameister: 2011

Ratchaburi Mitr Phol FC
- Thailändischer Pokalfinalist: 2019

### Nationalmannschaft
Thailand U19
2009 – AFF U-19 Youth Championship
Thailand U23
2013 – Sea Games